# كاليفورنيا (كنتاكي)
كاليفورنيا (بالإنجليزية: California, Kentucky)‏ هي مدينة تقع في مقاطعة كامببيل، كنتاكي بولاية كنتاكي في وسط جنوب شرق الولايات المتحدة. تبلغ مساحة هذه المدينة 1.5 (كم²)، وترتفع عن سطح البحر 147 م، بلغ عدد سكانها 86 نسمة في عام 2000 حسب إحصاء مكتب تعداد الولايات المتحدة وتصل الكثافة السكانية فيها 138.3 نسمة/كم2.

## وصلات خارجية
- The US50 - Cities and Towns in Kentucky State